# Monica (Sängerin)/Diskografie
Diese Diskografie ist eine Übersicht über die musikalischen Werke der US-amerikanischen Sängerin Monica. Den Schallplattenauszeichnungen zufolge hat sie bisher mehr als 16,7 Millionen Tonträger verkauft, davon alleine in ihrer Heimat über 14,5 Millionen. Ihre erfolgreichste Veröffentlichung ist das Studioalbum The Boy Is Mine mit über vier Millionen verkauften Einheiten.

## Alben

### Studioalben
| Jahr | Titel             | Höchstplatzierung, Gesamtwochen, AuszeichnungChartplatzierungen (Jahr, Titel, Platzierungen, Wochen, Auszeichnungen, Anmerkungen) | Höchstplatzierung, Gesamtwochen, AuszeichnungChartplatzierungen (Jahr, Titel, Platzierungen, Wochen, Auszeichnungen, Anmerkungen) | Höchstplatzierung, Gesamtwochen, AuszeichnungChartplatzierungen (Jahr, Titel, Platzierungen, Wochen, Auszeichnungen, Anmerkungen) | Höchstplatzierung, Gesamtwochen, AuszeichnungChartplatzierungen (Jahr, Titel, Platzierungen, Wochen, Auszeichnungen, Anmerkungen) | Höchstplatzierung, Gesamtwochen, AuszeichnungChartplatzierungen (Jahr, Titel, Platzierungen, Wochen, Auszeichnungen, Anmerkungen) | Anmerkungen                             |
| Jahr | Titel             | DE | AT | CH | UK | US | Anmerkungen                             |
| ---- | ----------------- | --- | --- | --- | --- | --- | --------------------------------------- |
| 1995 | Miss Thang        | — | — | — | — | US36 ×3Dreifachplatin · (61 Wo.)US                                                                                                | Erstveröffentlichung: 18. Juli 1995     |
| 1998 | The Boy Is Mine   | DE34 (13 Wo.)DE | — | CH19 (14 Wo.)CH | UK52 Silber · (14 Wo.)UK | US8 ×3Dreifachplatin · (58 Wo.)US                                                                                                 | Erstveröffentlichung: 14. Juli 1998     |
| 2002 | All Eyez on Me    | — | — | CH88 (1 Wo.)CH | — | — | Erstveröffentlichung: 21. Oktober 2002  |
| 2003 | After the Storm   | — | — | — | — | US1 Gold · (37 Wo.)US | Erstveröffentlichung: 17. Juni 2003     |
| 2006 | The Makings of Me | — | — | — | — | US8 (10 Wo.)US | Erstveröffentlichung: 3. Oktober 2006   |
| 2010 | Still Standing    | — | — | — | — | US2 Gold · (31 Wo.)US | Erstveröffentlichung: 19. März 2010     |
| 2012 | New Life          | — | — | — | — | US4 (10 Wo.)US | Erstveröffentlichung: 6. April 2012     |
| 2015 | Code Red          | — | — | — | — | US27 (3 Wo.)US | Erstveröffentlichung: 18. Dezember 2015 |

### Mixtapes
| Jahr | Titel                | Anmerkungen                |
| ---- | -------------------- | -------------------------- |
| 2007 | Monica: Made Mixtape | Erstveröffentlichung: 2007 |

### EPs
| Jahr | Titel                                       | Anmerkungen                |
| ---- | ------------------------------------------- | -------------------------- |
| 2004 | Dance Vault Remixes: Get It Off/Knock Knock | Erstveröffentlichung: 2004 |

## Singles

### Als Leadmusikerin
| Jahr | Titel Album                                              | Höchstplatzierung, Gesamtwochen, AuszeichnungChartplatzierungen (Jahr, Titel, Album, Platzierungen, Wochen, Auszeichnungen, Anmerkungen) | Höchstplatzierung, Gesamtwochen, AuszeichnungChartplatzierungen (Jahr, Titel, Album, Platzierungen, Wochen, Auszeichnungen, Anmerkungen) | Höchstplatzierung, Gesamtwochen, AuszeichnungChartplatzierungen (Jahr, Titel, Album, Platzierungen, Wochen, Auszeichnungen, Anmerkungen) | Höchstplatzierung, Gesamtwochen, AuszeichnungChartplatzierungen (Jahr, Titel, Album, Platzierungen, Wochen, Auszeichnungen, Anmerkungen) | Höchstplatzierung, Gesamtwochen, AuszeichnungChartplatzierungen (Jahr, Titel, Album, Platzierungen, Wochen, Auszeichnungen, Anmerkungen) | Anmerkungen                                                  | [↑]: gemeinsam behandelt mit vorhergehendem Eintrag; [←]: in beiden Charts platziert |
| Jahr | Titel Album                                              | DE | AT | CH | UK | US | Anmerkungen                                                  |                                                                                      |
| ---- | -------------------------------------------------------- | --- | --- | --- | --- | --- | ------------------------------------------------------------ | ------------------------------------------------------------------------------------ |
| 1995 | Don’t Take It Personal (Just One of Dem Days) Miss Thang | — | — | — | UK32 (4 Wo.)UK | US2 Platin · (29 Wo.)US | Erstveröffentlichung: 10. April 1995                         |                                                                                      |
| 1995 | Before You Walk Out of My Life Miss Thang                | — | — | — | UK22 (3 Wo.)UK | US7 Platin · (28 Wo.)US | Erstveröffentlichung: 3. August 1995                         |                                                                                      |
| 1996 | Like This and Like That Miss Thang                       | — | — | — | UK33 (2 Wo.)UK[US: ↑] | US7 Platin · (28 Wo.)US | Erstveröffentlichung: 13. Februar 1996                       |                                                                                      |
| 1996 | Why I Love You So Much / Ain’t Nobody Miss Thang         | — | — | — | — | US9 Gold · (20 Wo.)US | Erstveröffentlichung: 21. Mai 1996                           |                                                                                      |
| 1997 | For You I Will The Boy Is Mine                           | DE80 (8 Wo.)DE | — | — | UK27 (2 Wo.)UK | US4 Platin · (32 Wo.)US | Erstveröffentlichung: 25. Februar 1997                       |                                                                                      |
| 1998 | The Boy Is Mine The Boy Is Mine / Never Say Never        | DE5 Gold · (23 Wo.)DE | AT6 (16 Wo.)AT | CH3 Gold · (23 Wo.)CH | UK2 ×2Doppelplatin · (31 Wo.)UK | US1 ×2Doppelplatin · (27 Wo.)US | Erstveröffentlichung: 19. Mai 1998 mit Brandy                |                                                                                      |
| 1998 | The First Night The Boy Is Mine                          | DE63 (9 Wo.)DE | — | — | UK6 (9 Wo.)UK | US1 Platin · (23 Wo.)US | Erstveröffentlichung: 18. Juni 1998                          |                                                                                      |
| 1998 | Angel of Mine The Boy Is Mine                            | — | — | — | UK55 (2 Wo.)UK | US1 Platin · (30 Wo.)US | Erstveröffentlichung: 9. November 1998                       |                                                                                      |
| 2001 | Just Another Girl All Eyez on Me                         | — | — | — | — | US64 (13 Wo.)US | Erstveröffentlichung: Februar 2001                           |                                                                                      |
| 2002 | All Eyez on Me                                           | DE81 (2 Wo.)DE | — | — | — | US69 (7 Wo.)US | Erstveröffentlichung: Juni 2002                              |                                                                                      |
| 2003 | So Gone After the Storm                                  | — | — | — | UK82 (2 Wo.)UK | US10 (22 Wo.)US | Erstveröffentlichung: April 2003                             |                                                                                      |
| 2003 | Knock Knock After the Storm                              | — | — | — | — | US75 (18 Wo.)US | Erstveröffentlichung: September 2003                         |                                                                                      |
| 2004 | U Should’ve Known Better After the Storm                 | — | — | — | — | US19 (20 Wo.)US | Erstveröffentlichung: 18. Mai 2004                           |                                                                                      |
| 2006 | Everytime tha Beat Drop The Makings of Me                | — | — | — | — | US48 (16 Wo.)US | Erstveröffentlichung: 24. Juli 2006 feat. Dem Franchize Boyz |                                                                                      |
| 2010 | Everything to Me Still Standing                          | — | — | — | — | US44 (18 Wo.)US | Erstveröffentlichung: 9. Februar 2010                        |                                                                                      |
| 2010 | Love All Over Me Still Standing                          | — | — | — | — | US58 (17 Wo.)US | Erstveröffentlichung: 31. Mai 2010                           |                                                                                      |

Weitere Singles
- 1999: Street Symphony
- 1999: Inside
- 2006: A Dozen Roses (You Remind Me)
- 2007: Sideline Ho
- 2011: Anything (To Find You) (feat. Rick Ross)
- 2011: Until It’s Gone
- 2012: It All Belongs to Me (mit Brandy)
- 2012: Without You

### Als Gastmusikerin
| Jahr | Titel Album                                 | Höchstplatzierung, Gesamtwochen, AuszeichnungChartplatzierungen (Jahr, Titel, Album, Platzierungen, Wochen, Auszeichnungen, Anmerkungen) | Höchstplatzierung, Gesamtwochen, AuszeichnungChartplatzierungen (Jahr, Titel, Album, Platzierungen, Wochen, Auszeichnungen, Anmerkungen) | Höchstplatzierung, Gesamtwochen, AuszeichnungChartplatzierungen (Jahr, Titel, Album, Platzierungen, Wochen, Auszeichnungen, Anmerkungen) | Höchstplatzierung, Gesamtwochen, AuszeichnungChartplatzierungen (Jahr, Titel, Album, Platzierungen, Wochen, Auszeichnungen, Anmerkungen) | Höchstplatzierung, Gesamtwochen, AuszeichnungChartplatzierungen (Jahr, Titel, Album, Platzierungen, Wochen, Auszeichnungen, Anmerkungen) | Anmerkungen                                                             |
| Jahr | Titel Album                                 | DE | AT | CH | UK | US | Anmerkungen                                                             |
| ---- | ------------------------------------------- | --- | --- | --- | --- | --- | ----------------------------------------------------------------------- |
| 2000 | I’ve Got To Have It Big Mama’s Haus (O.S.T) | DE76 (7 Wo.)DE | — | — | — | — | Erstveröffentlichung: 2. Mai 2000 Jermaine Dupri & Nas featuring Monica |
| 2009 | Trust A Different Me                        | — | — | — | — | US70 (15 Wo.)US | Erstveröffentlichung: 1. April 2009 Keyshia Cole featuring Monica       |

Weitere Gastbeiträge
- 1997: Slow Jam (mit Usher, aus My Way)
- 1999: Streets Keep Callin’ (mit C-Murder; aus Bossaline)
- 2003: Don’t Be Cruel (mit Missy Elliott & Beenie Man; aus This Is Not a Test!)
- 2003: Class Reunion (mit Wyclef Jean; aus The Preacher's Son)
- 2004: Don’t Gotta Go Home (mit DMX; aus Grand Champ)
- 2007: I’ll Give All My Love to You (mit Keith Sweat; Sweat Hotel Live)
- 2008: Trust (mit Keyshia Cole; aus A Different Me)
- 2010: Can’t Live with You (mit Ludacris, aus Battle of the Sexes)
- 2010: Always und I Want It All (mit Trina; aus Amazin’)
- 2012: Hold On (mit James Fortune)

## Sonderveröffentlichungen
Soundtrackbeiträge
- 1996: Fled („Missing You“)
- 1996: Rendezvous mit einem Engel („Somebody Bigger Than You and I“ mit Whitney Houston, Bobby Brown & Faith Evans)
- 1996: Der verrückte Professor („Ain't Nobody“ mit Treach)
- 1997: Soul Food („Slow Jam“ mit Usher)
- 1997: Space Jam („For You I Will“)
- 2000: Love Song („What My Heart Says“, „This Boy Here“, „Angel“)
- 2000: Platinum Christmas („Grown Up Christmas List“)
- 2000: Wings of the Crow („Angel of Mine“)
- 2001: Big Mama’s Haus („I've Got to Have It“ mit Jermaine Dupri & Nas)
- 2001: Down to Earth („Just Another Girl“)
- 2002: Drumline („Uh Oh“)
- 2004: Dirty Dancing 2 („Can I Walk By“ mit Jazze Pha)
- 2005: Diary of a Mad Black Woman („Sick & Tired“)

## Statistik

### Chartauswertung
|                     | DE    | AT    | CH    | UK    | US    |
| ------------------- | ----- | ----- | ----- | ----- | ----- |
| Nummer-eins-Alben   | DE—DE | AT—AT | CH—CH | UK—UK | US1US |
| Top-10-Alben        | DE—DE | AT—AT | CH—CH | UK—UK | US5US |
| Alben in den Charts | DE1DE | AT—AT | CH2CH | UK1UK | US7US |

|                       | DE    | AT    | CH    | UK    | US     |
| --------------------- | ----- | ----- | ----- | ----- | ------ |
| Nummer-eins-Singles   | DE—DE | AT—AT | CH—CH | UK—UK | US3US  |
| Top-10-Singles        | DE1DE | AT1AT | CH1CH | UK2UK | US8US  |
| Singles in den Charts | DE5DE | AT1AT | CH1CH | UK8UK | US16US |

### Auszeichnungen für Musikverkäufe
| Goldene Schallplatte - Australien - 1996: für die Single Don’t Take It Personal (Just One of Dem Days) - 1999: für die Single Angel of Mine - Japan - 1999: für das Album The Boy Is Mine - Kanada - 1996: für das Album Miss Thang - Neuseeland - 2022: für die Single Angel of Mine - Norwegen - 1998: für die Single The Boy Is Mine | Platin-Schallplatte - Australien - 1998: für die Single The Boy Is Mine - Neuseeland - 1995: für die Single Don’t Take It Personal (Just One of Dem Days) - 1995: für die Single Like This and Like That - 1998: für die Single The Boy Is Mine - Niederlande - 1998: für die Single The Boy Is Mine 3× Platin-Schallplatte - Kanada - 1999: für das Album The Boy Is Mine |

Anmerkung: Auszeichnungen in Ländern aus den Charttabellen bzw. Chartboxen sind in ebendiesen zu finden.
| Land/RegionAuszeichnungen für Musikverkäufe (Land/Region, Auszeichnungen, Verkäufe, Quellen) | Silber  | Gold       | Platin       | Verkäufe   | Quellen                   |
| -------------------------------------------------------------------------------------------- | ------- | ---------- | ------------ | ---------- | ------------------------- |
| Australien (ARIA)                                                                            | —       | 2× Gold2   | Platin1      | 140.000    | aria.com.au               |
| Deutschland (BVMI)                                                                           | —       | Gold1      | —            | 250.000    | musikindustrie.de         |
| Japan (RIAJ)                                                                                 | —       | Gold1      | —            | 100.000    | riaj.or.jp                |
| Kanada (MC)                                                                                  | —       | Gold1      | 3× Platin3   | 350.000    | musiccanada.com           |
| Neuseeland (RMNZ)                                                                            | —       | Gold1      | 3× Platin3   | 45.000     | aotearoamusiccharts.co.nz |
| Niederlande (NVPI)                                                                           | —       | —          | Platin1      | 75.000     | nvpi.nl                   |
| Norwegen (IFPI)                                                                              | —       | Gold1      | —            | 10.000     | ifpi.no                   |
| Schweiz (IFPI)                                                                               | —       | Gold1      | —            | 25.000     | hitparade.ch              |
| Vereinigte Staaten (RIAA)                                                                    | —       | 3× Gold3   | 13× Platin13 | 14.500.000 | riaa.com                  |
| Vereinigtes Königreich (BPI)                                                                 | Silber1 | —          | 2× Platin2   | 1.260.000  | bpi.co.uk                 |
| Insgesamt                                                                                    | Silber1 | 11× Gold11 | 23× Platin23 |            |                           |